# El Limonar International School, Murcia
El Limonar International School, Murcia - ELIS Murcia es una escuela internacional privada localizada en Murcia, España. La escuela pertenece al grupo Cognita, y educa a niños de edades comprendidas entre los 3 a 18 años procedentes de más de 20 naciones. Aunque la mayoría de los estudiantes poseen nacionalidad española.
ELIS Murcia posee un currículum basado en el National Curriculum de Inglaterra y Gales. El alumnado de secundaria realiza al final de la etapa los exámenes GCSEs. El alumnado de bachillerato cursa los A Level al igual que los exámenes de Selectividad que permiten el acceso a las universidades españolas. ELIS Murcia fue seleccionado por el periódico El Mundo dentro del top 100 de mejores colegios españoles en 2019.